# Roswitha Esser
Roswitha Esser   (Bad Godesberg, 18 de gener de 1941) és una piragüista d'aigües tranquil·les alemanya, ja retirada, que va competir durant les dècades de 1960 i 1970.
El 1964 va prendre part en els Jocs Olímpics d'Estiu de Tòquio, on guanyà la medalla d'or en la prova del K-2, 500 metres del programa de piragüisme. Quatre anys més tard, als Jocs de Ciutat de Mèxic revalidà la medalla d'or en la mateixa prova. En ambdues ocasions formà parella amb Annemarie Zimmermann. El 1972, a Munic, disputà els seus tercers, i darrers, Jocs Olímpics, on fou cinquena en la prova del K-2, 500 metres.
En el seu palmarès també destaquen set medalles al Campionat del Món de piragüisme en aigües tranquil·les, dues d'or, quatre de plata i una de bronze, entre les edicions del 1963 i 1971; així com sis medalles al Campionat d'Europa, dues de plata i quatre de bronze, entre 1965 i 1969. A nivell nacional guanyà 11 campionat de la RFA en diferents modalitats.
El 1964 fou escollida esportista alemanya de l'any.